# Lago de Engolasters
Lago de Engolasters (en catalán: Estany d'Engolasters) es un lago en la parroquia de Las Escaldas-Engordany, en el principado de Andorra. Tiene una altitud de 1616 m.
Ubicación: Las Escaldas-Engordany (en Andorra).
Formado artificialmente.
Se encuentra cerca de Encamp, una parroquia alta de Andorra.
El agua del lago es de un azul profundo y es drenada por una cuenca formada por las sierras de los Pirineos, que están cubiertas de nieve. El valle formado por los ríos que drenan la cuenca ofrece una vista maravillosa, con prados verdes y bosques ricos de pinos cerca de la periferia del lago. La fuente de agua del lago es canalizada del río del valle de Madriu y de. ...